# Inception (album)
Inception – debiutancki album amerykańskiego pianisty jazzowego McCoya Tynera, wydany po raz pierwszy w 1962 roku z numerem katalogowym A-18 nakładem Impulse! Records.

## Powstanie
Na album wybrano sześć utworów, spośród których cztery napisał McCoy Tyner (Inception, Blues for Gwen, Sunset, Effendi), dwa zaś to popularne piosenki: There Is No Greater Love (muzyka: Isham Jones; słowa: Marty Symes) oraz Speak Low (muzyka: Kurt Weill; słowa: Ogden Nash). Kompozycja Blues for Gwen otrzymała nazwę na cześć siostry Tynera, natomiast miano dla Sunset ukuła jego żona Aisha, której ta refleksyjna ballada przyniosła skojarzenie z przyrodą.
Materiał na płytę został zarejestrowany 10 (A1, B1, B2) i 11 stycznia (A2, A3, B3) 1962 roku przez Rudy’ego Van Geldera w należącym do niego studiu (Van Gelder Studio) w Englewood Cliffs w stanie New Jersey. Utwory wykonali trzej muzycy tworzący McCoy Tyner Trio: Tyner (fortepian), Art Davis (kontrabas) i Elvin Jones (perkusja). Produkcją albumu zajął się Bob Thiele.

## Lista utworów
Opracowano na podstawie materiału źródłowego.
Wydanie LP
Strona A
| Nr | Tytuł utworu               | Muzyka      | Długość |
| -- | -------------------------- | ----------- | ------- |
| 1. | „Inception”                | McCoy Tyner | 4:28    |
| 2. | „There Is No Greater Love” | Isham Jones | 6:20    |
| 3. | „Blues for Gwen”           | Tyner       | 4:26    |
|    |                            |             | 15:14   |

Strona B
| Nr | Tytuł utworu | Muzyka     | Długość |
| -- | ------------ | ---------- | ------- |
| 1. | „Sunset”     | Tyner      | 4:42    |
| 2. | „Effendi”    | Tyner      | 6:40    |
| 3. | „Speak Low”  | Kurt Weill | 6:17    |
|    |              |            | 17:39   |

## Twórcy
Opracowano na podstawie materiału źródłowego.
Muzycy:
- McCoy Tyner – fortepian
- Art Davis – kontrabas
- Elvin Jones – perkusja

Produkcja:
- Bob Thiele – produkcja muzyczna
- Rudy Van Gelder – inżynieria dźwięku
- Bob Gomel – fotografia na okładce
- Nat Hentoff – liner notes